# Baildon
Baildon är en stadsdel och civil parish i norra Bradford, West Yorkshire, England, med omkring 15 000 invånare, den ligger längs floder Aires norra strand. Andelen av befolkningen som tillhör etniska minoriteter är liten.